# Salvador Soteldo
Salvador Manuel Soteldo Fernández, (17 de mayo de 1927 en Barquisimeto,  Venezuela) es un músico, arreglista y compositor venezolano. 

## Biografía
Casado en España en 1962 en primeras nupcias con María Luisa Rivero Benítez, nacida en Madrid, España con quien tuvo 3 hijos, Graciela, Silvia y Rafael. Y en segundas nupcias en Caracas en 1997 con Iraida Castro, con quien tuvo un hijo llamado Israel.
Nació en Barquisimeto, Estado Lara, Venezuela el día 17 de mayo de 1927, Hijo de Rafael Isidro Soteldo, Tenor, Director y Fundador en 1937, del conservatorio de música de Barquisimeto. Y Dña. Ángela Fernández, Educadora y Pianista Concertista. Es el cuarto (4º) hermano de cinco (5). Elisa Soteldo (fallecida), Rafael Horacio Soteldo (fallecido), Antonio María Soteldo (fallecido) y Carmen Griselda Soteldo (Miami Actualmente), todos músicos de profesión.
En 1939 la familia Soteldo Fernández, se traslada a la capital Venezolana (Caracas), allí desarrollan los hermanos su actividad musical y artística, siendo la pionera Elisa Soteldo al incursionar en Radio Caracas Radio en el programa de Chita Bozán. Por otro lado Rafael Horacio, con Manolo Monterrey y Elio Rubio conforman el conjunto Caunabó animando vermouth dominicales en la pastelería Tricás muy prestigiosa para la época en la capital (Caracas). Antonio María formaría parte de la orquesta "Billo´s Caracas Boys" en el Roof Garden en la esquina de la Torre. Carmen desarrolló la docencia musical en diferentes planteles de la ciudad.
En 1946 Salvador Soteldo "El Maestro Soteldo" inicia una época radiofónica en Caracas integrando la orquesta de César Viera al programa: "Cada Minuto una estrella" de Amador Bendayán y Luis Raymondi en Radio Tropical, posteriormente ingresa a la orquesta Leonard Melody en radio Libertador, para luego formar parte de la orquesta de Rafael Minaya en radio Rumbos en el programa vespertino animado por Renny Otolina.
Ya en 1949 forma parte de los fundadores de la primera orquesta de Aldemaro Romero debutando en el club: "Los Cortijos" en caracas en noviembre de ese mismo año.
A principios de 1951 emprende viaje a España, llegando a la ciudad de Barcelona para formar parte de la orquesta del maestro Augusto Algueró (Padre), en la revista “Si Eva fuera Coqueta”, en enero del año 1952 viaja a Londres como integrante de la orquesta de la compañía de ballet del coreógrafo y bailarín estadounidense Claude Marchant en el Embassy Club; ese mismo año viaja a Roma (Italia) con la compañía para debutar en la Rupe Tarpea en Via Veneto. La gira continuará por la ciudad de Ginebra (Suiza), Bruselas (Bélgica), hasta Beirut (Líbano) en el Casino de Alei, finalizando la gira en Barcelona (España) en noviembre de 1952. Ese final de año embarca la compañía rumbo a Argentina para debutar en el teatro Astral de la calle Corrientes en la Ciudad de Buenos Aires, y posteriormente en el grandioso Cabaret Tabaris.
En marzo de 1953 regresan a Europa para actuar en Barcelona y Madrid (España) en el teatro Fontalba con Tony Leblanc y Lolita Castillejo. Ese año viaja la compañía a Londres (Inglaterra) para debutar en el teatro Chiswick Empire, finalizando en esta ciudad la etapa personal con la compañía de ballet. Regresa a Barcelona España para comenzar una nueva etapa de su carrera con la orquesta de Juanito Segarra, posteriormente pasa a formar parte de la compañía del bailarín y coreógrafo norteamericano Buddy Bratley Show, debutan en Estoril (Portugal) en el Casino de la ciudad, en Lisboa (Portugal) en el Teatro Avenida, y en Oporto (Portugal) en el teatro Sá da bandeira, para continuar en gira por la ciudad de Ginebra (Suiza) en la sala Pigalle y posteriormente vuelta a Londres (Inglaterra) al teatro Royal Drury Lane.